# Nepotijan
Nepotijan ili Nepocijan (lat: Flavius Iulius Popilius Nepotianus Constantinus) bio je pripadnik Konstantinovaca i rimski car uzurpator. Rimom je vladao svega 28 dana dok ga nije smaknuo Marcelin, general još jednog uzurpatora Magnencija. Bio je sin od Eutropije, polusestre Konstantina Velikog te unuk Konstancija Klora. Nakon Magnencijeva revolta, Nepotijan se proglasio carem i sa skupinom gladijatora ušao u Rim 3. lipnja 350. Magnencijeve pristalice bježe iz grada, ali samo na kratko. One se vraćaju s Marcelinom koji s vojskom provaljuje 30. lipnja u Rim i nakon borbe ubija Nepotijana. Nepotijanu je odrubljena glava te se na kočiji pokazivala cijelome Rimu. Njegova majka EUtropija ubijena je idućeg dana.